# Championnats du monde juniors de patinage artistique 1993
Navigation
Édition précédente Édition suivante
Les Championnats du monde juniors de patinage artistique 1993 ont lieu du 1er au 6 décembre 1992 à Séoul en Corée du Sud. 

## Qualifications
Les patineurs sont éligibles à l'épreuve s'ils représentent une nation membre de l'Union internationale de patinage (International Skating Union en anglais) et s'ils ont moins de 19 ans avant le 1er juillet 1992, sauf pour les messieurs qui participent au patinage en couple et à la danse sur glace où l'âge maximum est de 21 ans. Les fédérations nationales sélectionnent leurs patineurs en fonction de leurs propres critères.
Sur la base des résultats des championnats du monde juniors 1992, l'Union internationale de patinage autorise chaque pays à avoir de une à trois inscriptions par discipline. Les inscriptions gagnées par l'Union soviétique l'année précédente sont transférées à la fédération de Russie.
| Nombre d'inscriptions                                             | Messieurs                                     | Dames                                                  | Couples                  | Danse sur glace                             |
| ----------------------------------------------------------------- | --------------------------------------------- | ------------------------------------------------------ | ------------------------ | ------------------------------------------- |
| 3                                                                 | Russie États-Unis                             | Chine France États-Unis                                | Canada Russie États-Unis | Canada Russie                               |
| 2                                                                 | Allemagne Canada Danemark France Italie Japon | Allemagne Belgique Canada Japon Tchécoslovaquie Russie | Pologne Royaume-Uni      | Allemagne France Tchécoslovaquie États-Unis |
| Si non répertorié ci-dessus, une seule inscription est autorisée. |                                               |                                                        |                          |                                             |

Pour la première fois, l'Union internationale de patinage impose une ronde des qualifications pour les catégories individuelles masculine et féminine. Les qualifications sont divisées en deux groupes A et B. Pour les mondiaux juniors 1993, le top 12 de chaque groupe accède au programme court et au programme libre. Les scores des qualifications ne comptent pas pour le score final. Cette ronde des qualifications est utilisée quatorze année consécutive, jusqu'aux mondiaux juniors 2006.

## Podiums
| Épreuves                            | Or                                    | Argent                              | Bronze                             |
| ----------------------------------- | ------------------------------------- | ----------------------------------- | ---------------------------------- |
| Messieurs résultats détaillés       | Evgeni Pliuta                         | Michael Weiss                       | Ilia Kulik                         |
| Dames résultats détaillés           | Kumiko Koiwai                         | Lisa Ervin                          | Tanja Szewczenko                   |
| Couples résultats détaillés         | Inga Korshunova / Dmitri Saveliev     | Maria Petrova / Anton Sikharulidze  | Isabelle Coulombe / Bruno Marcotte |
| Danse sur glace résultats détaillés | Ekaterina Svirina / Sergei Sakhnovski | Sylwia Nowak / Sebastian Kolasiński | Bérangère Nau / Luc Monéger        |

## Tableau des médailles
| Rang  | Nation     | Or | Argent | Bronze | Total |
| ----- | ---------- | -- | ------ | ------ | ----- |
| 1     | Russie     | 2  | 1      | 1      | 4     |
| 2     | Japon      | 1  | 0      | 0      | 1     |
| 2     | Ukraine    | 1  | 0      | 0      | 1     |
| 4     | États-Unis | 0  | 2      | 0      | 1     |
| 5     | Pologne    | 0  | 1      | 0      | 1     |
| 6     | Allemagne  | 0  | 0      | 1      | 1     |
| 6     | Canada     | 0  | 0      | 1      | 1     |
| 6     | France     | 0  | 0      | 1      | 1     |
| Total | Total      | 4  | 4      | 4      | 12    |

## Détails des compétitions
Pour la saison 1992/1993, les calculs des points se font selon la méthode suivante :
- chez les Messieurs, les Dames et les Couples artistiques (0.5 point par place pour le programme court, 1 point par place pour le programme libre)
- en danse sur glace (0.4 point par place pour les deux danses imposées, 0.6 point par place pour la danse originale, 1 point par place pour la danse libre)

### Messieurs
| Rang                                        | Nom                 | Nation          | Qualif. A | Qualif. B | Points | Prog. court | Prog. libre |
| ------------------------------------------- | ------------------- | --------------- | --------- | --------- | ------ | ----------- | ----------- |
| 1                                           | Evgeni Pliuta       | Ukraine         |           |           | 1.5    | 1           | 1           |
| 2                                           | Michael Weiss       | États-Unis      |           |           | 5.5    |             |             |
| 3                                           | Ilia Kulik          | Russie          |           |           | 5.5    |             |             |
| 4                                           | John Bevan          | États-Unis      |           |           | 7.0    |             |             |
| 5                                           | Jeffrey Langdon     | Canada          |           |           | 7.5    |             |             |
| 6                                           | Liu Yueming         | Chine           |           |           | 9.0    |             |             |
| 7                                           | Aleksandr Abt       | Russie          |           |           | 9.0    |             |             |
| 8                                           | Andrejs Vlascenko   | Lettonie        |           |           | 11.0   |             |             |
| 9                                           | Ryan Hunka          | États-Unis      |           |           | 15.0   |             |             |
| 10                                          | Seiichi Suzuki      | Japon           |           |           | 15.0   |             |             |
| 11                                          | Yvan Desjardins     | Canada          |           |           | 16.0   |             |             |
| 12                                          | Michael Hopfes      | Allemagne       |           |           | 18.5   |             |             |
| 13                                          | Gaku Aiyoshi        | Japon           |           |           | 20.5   |             |             |
| 14                                          | Roman Serov         | Russie          |           |           | 21.0   |             |             |
| 15                                          | Eran Sragowicz      | Allemagne       |           |           | 22.5   |             |             |
| 16                                          | Ivo Frycer          | Tchécoslovaquie |           |           | 23.5   |             |             |
| 17                                          | Markus Leminen      | Finlande        |           |           | 24.5   |             |             |
| 18                                          | Stanick Jeannette   | France          |           |           | 26.0   |             |             |
| 19                                          | Johnny Rønne Jensen | Danemark        |           |           |        |             |             |
| 20                                          | Stuart Clays        | Royaume-Uni     |           |           |        |             |             |
| 21                                          | Daniel Peinado      | Espagne         |           |           |        |             |             |
| 22                                          | Roman Martõnenko    | Estonie         |           |           |        |             |             |
| 23                                          | Szabolcs Vidrai     | Hongrie         |           |           |        |             |             |
| 24                                          | Ivan Dinev          | Bulgarie        |           |           |        |             |             |
| 25                                          | Jin Yun-ki          | Corée du Sud    |           |           |        |             |             |
| Patineurs éliminés après les qualifications |                     |                 |           |           |        |             |             |
| ...                                         | [[]]                | {{}}            |           |           |        | NC          | NC          |

### Dames
| Rang                                          | Nom                   | Nation          | Qualif. A | Qualif. B | Points | Prog. court | Prog. libre |
| --------------------------------------------- | --------------------- | --------------- | --------- | --------- | ------ | ----------- | ----------- |
| 1                                             | Kumiko Koiwai         | Japon           |           |           | 1.5    | 1           | 1           |
| 2                                             | Lisa Ervin            | États-Unis      |           |           | 4.0    | 4           | 2           |
| 3                                             | Tanja Szewczenko      | Allemagne       |           |           | 4.0    | 2           | 3           |
| 4                                             | Marie-Pierre Leray    | France          |           |           | 8.5    |             |             |
| 5                                             | Alice Sue Claeys      | Belgique        |           |           | 10.0   |             |             |
| 6                                             | Anna Rechnio          | Pologne         |           |           | 10.5   |             |             |
| 7                                             | Krisztina Czakó       | Hongrie         |           |           | 11.5   |             |             |
| 8                                             | Irina Sloutskaïa      | Russie          |           |           | 12.0   |             |             |
| 9                                             | Rena Inoue            | Japon           |           |           | 14.0   |             |             |
| 10                                            | Elena Liashenko       | Ukraine         |           |           | 17.5   |             |             |
| 11                                            | Viktoria Dimitrova    | Bulgarie        |           |           | 18.0   |             |             |
| 12                                            | Astrid Hochstetter    | Allemagne       |           |           | 18.0   |             |             |
| 13                                            | Sherry Ball           | Canada          |           |           | 18.0   |             |             |
| 14                                            | Liu Xin               | Chine           |           |           | 18.5   |             |             |
| 15                                            | Nadezhda Kovalevskaya | Russie          |           |           | 21.5   |             |             |
| 16                                            | Nicole Bobek          | États-Unis      |           |           | 21.5   | 7           | 18          |
| 17                                            | Irena Zemanová        | Tchécoslovaquie |           |           |        |             |             |
| 18                                            | Emma Warmington       | Royaume-Uni     |           |           |        |             |             |
| 19                                            | Caroline Song         | États-Unis      |           |           |        |             | 20          |
| 20                                            | Hannele Lundstrom     | Finlande        |           |           |        |             |             |
| 21                                            | Sarah Abitbol         | France          |           |           |        |             |             |
| 22                                            | Andrea Kus            | Autriche        |           |           |        |             |             |
| 23                                            | Liu Ying              | Chine           |           |           |        |             |             |
| 24                                            | Park Boon-sun         | Corée du Sud    |           |           |        |             |             |
| Patineuses éliminées après les qualifications |                       |                 |           |           |        |             |             |
| ...                                           | [[]]                  | {{}}            |           |           |        | NC          | NC          |

### Couples
| Rang | Nom                                    | Nation      | Points | Prog. court | Prog. libre |
| ---- | -------------------------------------- | ----------- | ------ | ----------- | ----------- |
| 1    | Inga Korshunova / Dmitri Saveliev      | Russie      | 2.0    | 2           | 1           |
| 2    | Maria Petrova / Anton Sikharulidze     | Russie      | 2.5    | 1           | 2           |
| 3    | Isabelle Coulombe / Bruno Marcotte     | Canada      | 4.5    | 3           | 3           |
| 4    | Robin Heckler / Jeff Tilley            | États-Unis  | 6.0    | 4           | 4           |
| 5    | Nicole Sciarrotta / Gregory Sciarrotta | États-Unis  | 8.0    | 6           | 5           |
| 6    | Oksana Chupkena / Pavel Charlden       | Russie      | 8.5    | 5           | 6           |
| 7    | Julie Laporte / David Pelletier        | Canada      | 11.5   | 9           | 7           |
| 8    | Kelly MacKenzie / David Annecca        | Canada      | 12.0   | 8           | 8           |
| 9    | Nadine Pflaum / Kristijan Simeunovic   | Allemagne   | 12.5   | 7           | 9           |
| 10   | Svitlana Glushak / Evgeni Zhigurski    | Ukraine     | 15.0   | 10          | 10          |
| 11   | Sarah Abitbol / Stéphane Bernadis      | France      | 17.5   | 13          | 11          |
| 12   | Nigora Karabaeva / Evgeni Sviridov     | Ouzbékistan | 18.0   | 12          | 12          |
| 13   | Ulrike Gerstl / Björn Lobenwein        | Autriche    | 18.5   | 11          | 13          |

### Danse sur glace
| Rang | Nom                                         | Nation          | Points | Danse imposée 1 | Danse imposée 2 | Danse originale | Danse libre |
| ---- | ------------------------------------------- | --------------- | ------ | --------------- | --------------- | --------------- | ----------- |
| 1    | Ekaterina Svirina / Sergei Sakhnovski       | Russie          | 2.8    | 3               | 3               | 1               | 1           |
| 2    | Sylwia Nowak / Sebastian Kolasiński         | Pologne         | 3.8    | 2               | 1               | 2               | 2           |
| 3    | Bérangère Nau / Luc Monéger                 | France          | 5.4    | 1               | 2               | 3               | 3           |
| 4    | Elizabeth Hollett / Pierre-Hugues Chouinard | Canada          | 8.0    | 4               | 4               | 4               | 4           |
| 5    | Agnès Jacquemard / Alexis Gayet             | France          | 10.0   | 5               | 5               | 5               | 5           |
| 6    | Lisa Dunn / John Dunn                       | Royaume-Uni     | 14.2   |                 |                 |                 |             |
| 7    | Christina Fitzgerald / Mark Fitzgerald      | États-Unis      | 15.0   |                 |                 |                 |             |
| 8    | Anna Semenovich / Denis Samokhin            | Russie          | 16.8   |                 |                 |                 |             |
| 9    | Josée Piché / Pascal Denis                  | Canada          | 17.0   |                 |                 |                 |             |
| 10   | Ekaterina Davydova / Roman Kostomarov       | Russie          | 18.8   |                 |                 |                 |             |
| 11   | Olga Mudrak / Vitaliy Baranov               | Ukraine         | 20.2   |                 |                 |                 |             |
| 12   | Marisa Gravino / Patrice Lauzon             | Canada          | 24.0   | 12              | 12              | 12              | 12          |
| 13   | Claudia Frigoli / Maurizio Margaglio        | Italie          | 26.2   | 13              | 14              | 13              | 13          |
| 14   | Šárka Vondrková / Lukáš Král                | Tchécoslovaquie | 27.8   | 14              | 13              | 14              | 14          |
| 15   | Yuki Habuki / Akiyuki Kido                  | Japon           | 30.0   | 15              | 15              | 15              | 15          |
| 16   | Alena Kramplová / Jan Nerad                 | Tchécoslovaquie |        |                 |                 |                 |             |
| 17   | Kornélia Bárány / Peter Schreier            | Hongrie         |        |                 |                 |                 |             |
| 18   | Kristina Kalesnik / Aleksander Terentjev    | Estonie         |        |                 |                 |                 |             |
| 19   | Yulia Rizhova / Dmitri Belik                | Ouzbékistan     |        |                 |                 |                 |             |